# IC 1307
IC 1307 је звијезда или звијезде у сазвјежђу Лисица која се налази на листи објеката дубоког неба у Индекс каталогу.
Деклинација објекта је + 27° 45' 0" а ректасцензија 19h 42m 0,0s.